# Саулі Нійністе
Са́улі Вя́йняме Ні́йністе (фін. Sauli Väinämö Niinistö; нар. 24 серпня 1948, Сало) — 12-й президент Фінляндії (2012—2024). Представник Національної коаліційної партії.
Обраний на посаду президента Фінляндії 5 лютого 2012 року, інавгурація відбулась 1 березня 2012. За освітою юрист, був міністром фінансів з 1996 до 2003 року, а також кандидатом у президенти на виборах 2006 року. З 2007 по 2011 був спікером парламенту Фінляндії. З 2002 — почесний президент Європейської народної партії. Крім того, він був президентом Футбольної асоціації Фінляндії.
Нійністе був кандидатом у президенти від НКП на виборах 2012 року. У першому турі він посів перше місце, набравши 37,0 % голосів, після чого в другому турі змагався з Пекка Гаавісто від Зеленого союзу. У другому турі Нійністе набрав 62,6 %, тоді як його суперник — 37,4 %.

## Біографія

### Дитинство, освіта, початок кар'єри
1977 року 29-річний Нійністе був обраний до міської ради і в міську адміністрацію Сало.
1987 року був вперше обраний депутатом Едускунти від партії Національна коаліція.
1994 року Нійністе був обраний головою партії Національна коаліція, змінивши Пертті Салолайнена. Він обіймав цю посаду 7 років, до 2001 року (наступник — Вілле Ітяля).

### В уряді
У першому уряді Пааво Ліппонена обіймав посаду міністра юстиції у 1995—1996 роках, а пізніше пост міністра фінансів у 1996—1999 роках.
У другому уряді Ліппонена продовжував обіймати посаду міністра фінансів (1999—2003), після чого перейшов на посаду заступника головного директора Європейського інвестиційного банку.

### Президентські вибори (2006)

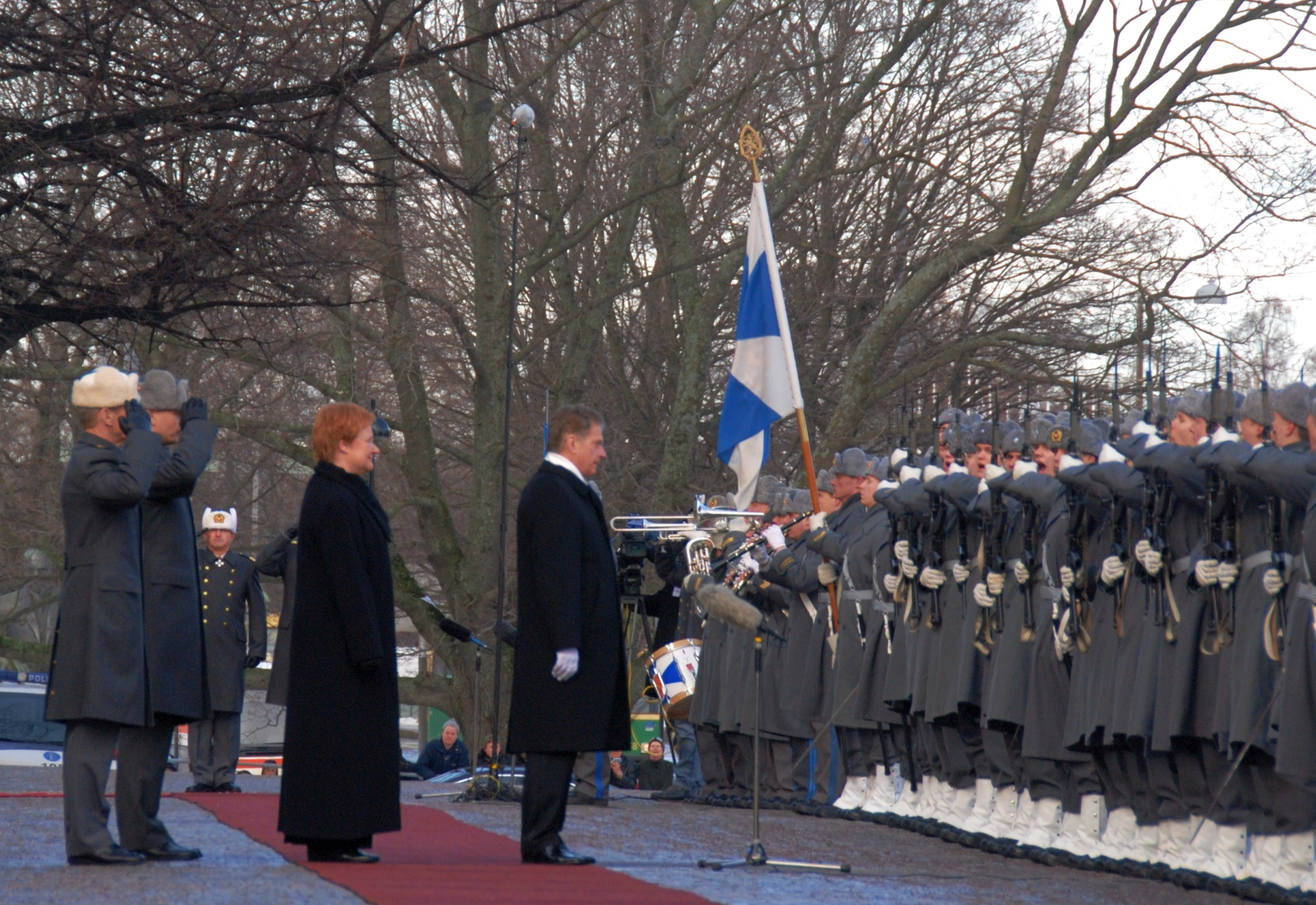
Церемонія інавгурації нового президента Фінляндії. Саулі Нійністе (у центрі) та Тар'я Галонен (ліворуч), яка передала йому свої президентські повноваження. 1 березня 2012, Гельсінкі

На президентських виборах 2006 року став кандидатом від Коаліційної партії. У першому турі він набрав 24,1 % голосів і вийшов у другий тур, поступившись лише чинному президенту Фінляндії та кандидату від СДП Тар'я Галонен (набрала 46,3 %). У другому турі голосування він програв вибори, але з невеликим відривом (48,2 % у Нійністе, 51,8 % у Халонен).

### Спікер парламенту
У 2007 році повернувся у фінську політику й на парламентських виборах знову був обраний депутатом Едускунти. Він також був обраний спікером парламенту. Цю посаду Саулі Нійністе займав протягом усього терміну роботи цього скликання, до наступних виборів у квітні 2011 року. На парламентських виборах 2011 року він не балотувався.
15 лютого 2013 Парламент Фінляндії придбав за 25 тисяч євро виконаний фінською художницею Марьятта Тапіола офіційний портрет, який був розміщений у галереї портретів спікерів Парламенту.

### Президентські вибори (2012 рік)
28 червня 2011 Саулі Нійністе заявив про своє рішення балотуватися в президенти Фінляндії на виборах 2012 року. У жовтні 2011 року кандидатура Нійністе була затверджена на позачерговому з'їзді Коаліційної партії в Гельсінкі. 22 січня 2012 в першому турі президентських виборів набрав 37 % голосів і вийшов у другий тур. За результатами другого туру голосування, який відбувся 5 лютого 2012 року, набрав 1800400 голосів (62,2 %) і був обраний президентом Фінляндії.

#### Президентство
Ставши на чолі держави, відвідав з першими офіційними візитами до Швеції, Естонії та Росії, а 25 вересня 2012 року, перебуваючи з візитом у США, виступив на сесії Генасамблеї ООН у зв'язку з обговоренням кандидатури Фінляндії на членство в Раді безпеки ООН.
Також президент почав нову програму із залучення до Фінляндії іноземних інвестицій.
У лютому 2013 року консиліум лікарів, за підсумками комплексного дослідження, зробив висновок про хороший стан здоров'я Саулі Нійністе, що дозволяє йому повноцінне виконання обов'язків президента Фінляндії.
Під час свого офіційного візиту в Китай 6 квітня 2013 став першим лідером країн Європейського союзу, який зустрівся з новим президентом Китаю Сі Цзіньпіном.

## Особисте життя
2004 року перебував зі своїм сином Матіасом у таїландському Хао Лаку на відпочинку. Зумів вижити під час цунамі, забравшись разом з сином на телеграфний стовп.
Володіє акціями на суму понад півмільйона євро і на президентських виборах у Фінляндії 2012 року був найзаможнішим з кандидатів у президенти.
У серпні 2012 року Нійністе в інтерв'ю газеті «Helsingin Sanomat» розповів, що вивчає російську мову, беручи уроки раз на тиждень; знання мови сусідньої країни, на його думку, є «питанням ввічливості». У той же час він зізнався, що за своє життя «починав вивчати російську приблизно стільки ж разів, скільки намагався кинути палити».

### Сім'я
- Перша дружина — Марія-Леена Аланко, у шлюбі з 1974 року до її загибелі в ДТП в 1995 році.
  - Син — Нуутті (1975)
  - Син — Матіас (1980)
- Друга дружина — Єнні Еліна Хаукіо

## Нійністе і Україна
6 грудня 2012 р. Президент України Віктор Янукович надіслав привітання Саулі Нійністе з нагоди Дня незалежності Фінляндії, у якому запросив відвідати Київ з офіційним візитом.
16 серпня 2014 р. президент України Петро Порошенко провів зустріч з президентом Фінляндії Саулі Нійністе. Петро Порошенко подякував Саулі Нійністе за запрошення відвідати Фінляндію після встановлення миру в Україні.

## Нагороди
- Орден князя Ярослава Мудрого I ст. (Україна, 23 серпня 2021) — за визначний особистий внесок у зміцнення українсько-фінляндського міждержавного співробітництва, підтримку незалежності та територіальної цілісності України[12]

## Цікаві факти
У березні 2017 року запропонував знизити собі зарплату на 20 %. Із 160 тисяч євро на рік до 126 тисяч євро.